# 1979 في التلفزيون البريطاني
هذه قائمة بالأحداث المتعلقة التي حدثت بالتلفزيون البريطاني منذ عام 1979.

## الأحداث

### يناير
- 2 كانون الثاني (يناير) - بثت قناة BBC2 أول مسلسل وثائقي تاريخي لمايكل وود بعنوان In Search of the Dark Ages .
- 18 كانون الثاني (يناير) - تبث قناة BBC1 النسخة الأولى من Blankety Blank التي استضافها Terry Wogan .
- 28 كانون الثاني (يناير) - توماس وسارة ، عرضا فرعيا من Upstairs و Downstairs على قناة ITV. إنه يعمل لسلسلة واحدة فقط.

### فبراير
- 25 فبراير - تبدأ الحلقة الأولى من المسلسل التلفزيوني للأطفال Worzel Gummidge على قناة ITV .

### مارس
- 16 مارس - تم عرض المسلسل التلفزيوني التربوي للأطفال الأمريكيين الطويل الأمد شارع سمسم لأول مرة على STV .
- 19 مارس / آذار - وفاة ريتشارد بيكنسيل، المعروف باسم The Lovers و Rising Damp و Porridge (بما في ذلك Spin-off Going Straight) و Bloomers ، بسبب عيب خلقي في القلب في سن مبكرة عن 31 عامًا.
- 24 مارس - حكايات غير متوقعة ، مسلسل تلفزيوني أنجليا مبني على قصص قصيرة لرولد دال، يظهر لأول مرة على قناة ITV .

### أبريل
- لا أحداث.

### مايو
- 3-4 مايو - تغطية BBC1 وITV للانتخابات العامة لعام 1979 . فاز حزب المحافظين بالانتخابات ورأى أن مارجريت تاتشر أصبحت أول رئيسة وزراء للمملكة المتحدة.[1] ترى الانتخابات أن كلاً من المحافظين والعمل يشتملان على خطط لقناة رابعة في بياناتهما الانتخابية. يفضل حزب العمل خدمة مجتمع هيئة البث المفتوحة التي تستهدف مجموعات الأقليات، في حين أن خطة المحافظين هي للقناة التي ستمنح لـ ITV. ومع ذلك، يعبر عن تفضيل القناة الرابعة لتكون كيانًا مستقلًا.[2] تعهد كلا الحزبين الرئيسيين أيضًا بإطلاق خدمة تلفزيونية منفصلة باللغة الويلزية لويلز.[3]

### يونيو
- يونيو - أطلقت BBC2 أول اسم تم إنشاؤه بواسطة الكمبيوتر في العالم، وهو "Computer Generated 2" في العالم[بحاجة لمصدر]

### يوليو
- لا أحداث.

### أغسطس
- 6 أغسطس - دخل الفنيون في تلفزيون التايمز إضرابًا بعد نزاع طويل الأمد.[4]
- 10 أغسطس - تأثرت شبكة ITV بأكملها باستثناء جزر القنال بإضراب الفنيين لمدة أحد عشر أسبوعًا.
- 27 أغسطس - مقتل اللورد مونتباتن على يد قاذفات قنابل الجيش الجمهوري الايرلندي. حطمت وفاته رقماً قياسياً في عدد المشاهدين لنشرة إخبارية، حيث شاهد 26 مليون مشاهد التغطية على BBC1 . أدى الإضراب في ITN إلى أرقام المشاهدة القياسية.

### سبتمبر
- 2 سبتمبر - بدء ترجمة البرامج التلفزيونية على موقع سيفاكس.
- 25 سبتمبر - يوم روبن يقدم الإصدار الأول من برنامج المناظرات السياسية طويل الأمد Question Time على BBC1 . يستمر البرنامج في البث حتى يومنا هذا.
- أيلول (سبتمبر) - وزير الداخلية ويلي وايتلو يضع الخطوط العريضة لخطط القناة الرابعة.[5] ومع ذلك، فقد تراجع عن إنشاء قناة باللغة الويلزية لويلز، وبدلاً من ذلك فضل استمرار الوضع الراهن حيث يتم بث محتوى اللغة الويلزية بواسطة BBC Wales و HTV . [3]

### أكتوبر
- 24 أكتوبر - في الليلة الأولى لقناة ITV على الهواء بعد الضربة، بدأ Quatermass ، المسلسل الرابع والأخير الذي يضم البروفيسور برنارد كواترماس، تشغيله على الشبكة. قام جون ميلز بدور كواترماس.
- 25 أكتوبر - يتم بث الحلقة الأخيرة من المسلسل الكوميدي Fawlty Towers على BBC2 .
- 29 أكتوبر - ITV تطلق مسلسلها الدرامي الكوميدي Minder بطولة جورج كول ودينيس ووترمان.

### نوفمبر
- 11 نوفمبر - يتم بث الحلقة الأخيرة من المسلسل الأول من المسلسل الهزلي To the Manor Born على BBC1.[6] يشاهده 23.95 مليون مشاهد، وهو أعلى رقم على الإطلاق لبرنامج مسجل في المملكة المتحدة.[7]

### ديسمبر
- 18 ديسمبر - BBC1 يبث فيلم Gawain and the Green Knight ، ستيفن ويكس عام 1973 من بطولة موراي هيد ونيجل جرين، ويستند إلى قصيدة من القرون الوسطى تحمل نفس الاسم.[8]

### غير معروف
- تبدأ هيئة الإذاعة المستقلة ببث بطاقة الاختبار الخاصة بها على ITV بدلاً من Test Card F.

## لأول مرة

### بي بي سي الأولى
- 3 يناير - ميراث أفروديت (1979)
- 4 ديسمبر - آن غرين جابلز (1979)
- 5 يناير - تشغيل المكفوفين (1979)
- 7 يناير - تغيير تيلفورد (1979)
- 17 يناير - ريبيكا (1979)
- 18 كانون الثاني (يناير) - Blankety Blank (1979-1990 ، BBC1 1997-1999، ITV 2001-2002)
- 18 فبراير - جولة التحف (1979 حتى الآن)
- 23 فبراير - The Dawson Watch (1979-1980)
- 1 مارس - بوتر (1979-1983)
- 3 مارس - دوقات هازارد
- 18 مارس - ابني، ابني (1979)
- 21 مارس - الفاشون (1979)
- 17 أبريل - بروش الحداد (1979)
- 11 مايو - اثنان حتى، اثنان أسفل (1979)
- 26 مايو - وداعا دارلينج (1979-1981)
- 6 يونيو - القلق العميق (1979)
- 9 يونيو - عرض بول دانيلز السحري (1979-1994)
- 13 يونيو - عامل أوميغا (1979)
- 16 يوليو - Jigsaw (1979–1984)
- 6 أغسطس - البداية (1979-1988)
- 4 سبتمبر -
  - لحظة في الزمن (1979)
  - الأمير ريجنت (1979)
- 11 سبتمبر - زمن كارتون رولف هاريس (1979-1987)
- 25 أيلول (سبتمبر) - وقت السؤال (1979 إلى الوقت الحاضر)
- 30 سبتمبر -
  - إلى مانور بورن (1979-1981 ، 2007)
  - شويسترينج (1979-1980)
- 3 أكتوبر - جرانداد (1979–1984)
- 4 أكتوبر - عرض Popeye الجديد كليًا (1978-1983)
- 7 أكتوبر - أسطورة الملك آرثر (1979)
- 12 أكتوبر - بنمارريك (1979)
- 24 أكتوبر - تيري ويونيو (1979-1987)
- 9 ديسمبر - متجر الفضول القديم (1979-1980)
- 23 ديسمبر - شالكين الرسام (1979)
- 24 ديسمبر - What-a-Mess (السلسلة 1) (1979-1980)

### بي بي سي الثانية
- 16 يناير - الحياة على الأرض (1979)
- 17 يناير - ريبيكا (1979)
- 15 مارس - الحقد Aforethought (1979)
- 18 أبريل - إنجلترا ماتيلدا (1979)
- 22 مايو - الجريمة والعقاب (1979)
- 24 يونيو -
  - بيج جيم ونادي فيجارو (1979-1981)
  - حكايات سنة التحول (1979)
- 2 سبتمبر - يوميات لا أحد (1979)
- 10 سبتمبر - تينكر خياط الجندي الجاسوس (1979)
- 26 سبتمبر - كاميرون (1979)
- 27 سبتمبر - بلومرز (1979)
- 28 تشرين الأول - ليلة الجمعة، صباح السبت (1979–1982)
- 4 نوفمبر - وصية الشباب (1979)
- 15 تشرين الثاني (نوفمبر) - كيلي مونتيث (1979-1984)
- 16 نوفمبر -
  - ليست أخبار Nine O'Clock (1979-1982)
  - القرد (1978-1980)

### آي تي في
- 2 يناير -
  - أعطنا فكرة (1979-1992 ، ITV 1997، بي بي سي)
  - خدمة الغرف (1979)
- 3 يناير - برج الكتاب (1979-1989)
- 6 يناير -
  - ديك توربين (1979-1982)
  - ديك بارتون - وكيل خاص (1979)
- 8 يناير -
  - عرض كين دود لافتر (1979)
  - قدم أولا (1979)
  - خطر UXB (1979)
- 11 يناير - عرض جيم ديفيدسون (1979-1982)
- 14 يناير - توماس وسارة (1979)
- 17 يناير - خذ زوجتي (1979)
- 2 فبراير - Flambards (1979)
- 21 فبراير - بارك رينجر (1979)
- 23 فبراير - بيت كارادوس (1979)
- 25 فبراير - Worzel Gummidge (1979-1981 ITV ، 1987–1989، 2019 BBC)
- 27 فبراير - كيف حال أبيك؟ (1979-1980)
- 10 مارس مورك وميندي (1978-1982)
- 11 مارس - عذاب (1979-1981)
- 24 مارس - حكايات غير متوقعة (1979-1985 ، 1987-1988)
- 2 أبريل - الطباشير والجبن (1979)
- 7 أبريل -
  - مخطوف (1979)
  - زوجان جميلان (1979)
- 15 أبريل - نهاية الجزء الأول (1979-1980)
- 23 أبريل -
  - الصبي ميرلين (1979)
  - تقدم السلاحف (1979-1980)
- 21 مايو - في ذاكرة المحبة (1979-1986)
- 22 مايو - الرعد (1979)
- 3 يونيو - لغز Danedyke (1979)
- 10 يونيو - ذا مالينز (1979)
- 9 يوليو - سبونر باتش (1979-1982)
- 10 يوليو - الياقوت والصلب (1979-1982)
- 12 يوليو - شيلي (1979-1984 ، 1988-1992)
- 27 يوليو
  - تشارلز إندل إسكواير (1979-1980)
  - هارتلاند (1979-1980)
- 28 يوليو - عرض المدفع والكرة (1979-1988)
- 29 يوليو -
  - سيناريو (1979-1981)
  - تروبيك (1979)
- 8 أغسطس - بلد الحدود (1979)
- 12 أغسطس - سالي آن (1979)
- 24 أكتوبر - كواترماس (1979)
- 29 أكتوبر -
  - فقط عندما أضحك (1979-1982)
  - ميندر (1979-1994 ، 2009)
- 10 نوفمبر - شخصان (1979)
- 11 نوفمبر -
  - اللمعان (1979)
  - كويست أوف إيجلز (1979)
- 21 نوفمبر - The Dick Francis Thriller: The Racing Game (1979)
- 1 ديسمبر - أشرطة آلان ستيوارت (1979)
- 23 ديسمبر - كريب (1979-1981)
- 31 ديسمبر - The Ravelled Thread (1979)

### بي بي سي اسكتلندا
- 7 أكتوبر - كان سيو (1979)

## برامج تلفزيونية

### تغييرات الانتماء إلى الشبكة
| عروض           | انتقل من     | انتقل الى      |
| -------------- | ------------ | -------------- |
| Noggin the Nog | بي بي سي وان | بي بي سي اثنان |

### العودة ذاك العام بعد انقطاع لمدة عام أو أكثر
- أبراج فولتي (1975، 1979)
- نوجين نوج (1959–1970، 1979–1982)

## البرامج التلفزيونية المستمرة

### عشرينيات القرن الماضي
- بي بي سي ويمبلدون (1927-1939، 1946-2019، 2021 حتى الآن)

### الثلاثينيات
- سباق القوارب (1938-1939، 1946-2019)
- بي بي سي للكريكيت (1939، 1946-1999، 2020-2024)

### الأربعينيات
- تعال للرقص (1949-1998)

### الخمسينيات
- الأيام الخوالي (1953-1983)
- بانوراما (1953 حتى الآن)
- ممتاز جدا (1955-1984، 2020 إلى الوقت الحاضر)
- ماذا تقول الأوراق (1956-2008)
- السماء في الليل (1957 إلى الوقت الحاضر)
- بلو بيتر (1958 إلى الوقت الحاضر)
- المدرج (1958-2007)

### الستينيات
- شارع التتويج (1960 إلى الوقت الحاضر)
- سحر الحيوان (1962-1983)
- دكتور هو (1963-1989، 2005 حتى الآن)
- العالم في العمل (1963-1998)
- توب أوف ذا بوبس (1964-2006)
- مباراة اليوم (1964 حتى الآن)
- مفترق طرق (1964-1988، 2001-2003)
- مدرسة اللعب (1964-1988)
- السيد والسيدة (1964-1999، 2008-2010، 2012 حتى الآن)
- عالم الرياضة (1965-1985)
- جاكانوري (1965-1996، 2006)
- سبورتس نايت (1965-1997)
- اتصل بي بلاف (1965-2005)
- إنها ضربة قاضية (1966-1982، 1999-2001)
- برنامج المال (1966-2010)
- مسرح ITV (1967-1982)
- العقعق (1968-1980)
- المباراة الكبيرة (1968-2002)
- على الصعيد الوطني (1969-1983)
- اختبار الشاشة (1969-1984)

### السبعينيات
- الأشياء الجيدة (1970-1982)
- خط أوندين (1971-1980)
- اختبار صافرة غراي القديمة (1971-1987)
- The Two Ronnies (1971–1987، 1991، 1996، 2005)
- كلابيربورد (1972-1982)
- محكمة التاج (1972-1984)
- طاحونة بيبل آت ون (1972-1986)
- قوس قزح (1972-1992، 1994-1997)
- هل يتم خدمتك؟ (1972-1985)
- إميرديل (1972 حتى الآن)
- نيوزراوند (1972 حتى الآن)
- عطلة نهاية الأسبوع العالمية (1972-1988)
- بيبكينز (1973-1981)
- نحن الأبطال (1973-1987)
- آخر نبيذ الصيف (1973-2010)
- هكذا الحياة! (1973-1994)
- انها ليست نصف حار أمي (1974-1981)
- تيسواس (1974–1982)
- أتمنى لو كنت هنا...؟ (1974-2003)
- ميلتون المجهري (1975-1978)
- رقصة الفالس الوقواق (1975-1980)
- أرينا (1975 إلى الوقت الحاضر)
- جيم سوف يصلحه (1975-1994)
- عرض الدمى المتحركة (1976–1981)
- عندما يأتي القارب (1976-1981)
- متجر مقايضة متعدد الألوان (1976–1982)
- رينتاغوست (1976–1984)
- رجل واحد وكلبه (1976 إلى الوقت الحاضر)
- عش روبن (1977-1981)
- أنت فقط يونغ توايس (1977-1981)
- المحترفون (1977-1983)
- بليك 7 (1978-1981)
- الغرباء (1978-1982)
- الفراشات (1978-1983، 2000)
- 3-2-1 (1978-1988)
- جرانج هيل (1978-2008)

## إنتهت في عام 1979
- 5 يناير - طيور الكبد (1969-1979 ، 1996)
- 11 مارس - عودة القديس (1978-1979)
- 7 يوليو - ساحات المشاهير (1975-1979 ، 1993-1997، 2014 حتى الآن)
- 25 أكتوبر - أبراج فولتي (1975–1979)
- 16 نوفمبر - سايكس (1972-1979)
- 19 ديسمبر - المستشفى العام (1972-1979)
- 25 ديسمبر - جورج وميلدريد (1976–1979)
- آن من الجملونات الخضراء (1979)

## المواليد
- 8 كانون الثاني (يناير) - توماسز شافرناكر، مقدم طقس بولندي المولد
- 23 يناير - دون أوبورتر، مصممة أزياء وصحفية اسكتلندية
- 27 يناير - روزاموند بايك، ممثلة
- 2 فبراير - كريستين بليكلي، مقدمة تلفزيونية
- 13 فبراير - لوسي براون، ممثلة
- 10 مارس - لورا روجرز، ممثلة
- 20 مارس - فريما أجيمان، ممثلة
- 12 أبريل - بول نيكولز، ممثل
- 29 أبريل - جو أوميرا، مغنية وراقصة وممثلة
- 10 مايو - لارا لوينجتون، مقدمة برامج الطقس والتلفزيون
- 27 مايو - جيف برازير، مقدم برامج تلفزيونية ومتسابق في برامج الواقع
- 12 يونيو - جودي برينجر، ممثلة ومغنية
- 27 يوليو - جوليا هاورث، ممثلة
- 19 نوفمبر - كاثرين كيلي، ممثلة
- 29 نوفمبر - سيمون أمستل، ممثل كوميدي ومقدم تلفزيوني
- غير معروف - ليان لاكي، ممثلة

## حالات الوفاة
| تاريخ     | اسم             | عمر | مصداقية سينمائية                                 |
| --------- | --------------- | --- | ------------------------------------------------ |
| 16 يناير  | بيتر بتروورث    | 63  | ممثل (كاري أون ، دكتور هو)                       |
| 28 فبراير | جين هيلتون      | 51  | الممثلة (مغامرات السير لانسلوت)                  |
| 6 مارس    | جون روبنسون     | 70  | ممثل (Quatermass II)                             |
| 19 مارس   | ريتشارد بيكنسيل | 31  | الممثل                                           |
| 24 مارس   | إيفون ميتشل     | 63  | الممثلة (الف وتسعمائة واربعة وثمانون)            |
| 30 مايو   | جاك رين         | 82  | الممثل                                           |
| 4 يوليو   | مارجوري رودس    | 82  | ممثلة                                            |
| 6 يوليو   | مالكولم هولك    | 54  | كاتب السيناريو (دكتور هو)                        |
| 7 يوليو   | إيان ماكينتوش   | 39  | كاتب تلفزيوني (تحطم طائرة؛ اختفى، يُفترض أنه ميت) |
| 24 يوليو  | ارشي دنكان      | 65  | ممثل (ليتل جون في مغامرات روبن هود)              |
| 23 أغسطس  | ريتشارد هيرن    | 71  | فنان كوميدي ("السيد باستري")                     |
| 7 سبتمبر  | آلان براوننج    | 53  | ممثل (شارع التتويج)                              |
| 23 سبتمبر | كاثرين لاسي     | 75  | ممثلة                                            |
| 20 نوفمبر | مايكل داربيشاير | 62  | ممثل (رينتاغوست)                                 |
| 30 نوفمبر | جويس جرينفيل    | 69  | الممثلة والممثل الكوميدي والمغني وكاتب الأغاني   |